# Kołosowka (Tatarstan)
Kołosowka (ros. Колосовка) – wieś (dieriewnia) w Rosji, w Tatarstanie, w rejonie jełabuskim. W 2021 liczyła 340 mieszkańców.